# Strangalia pectoralis
Strangalia pectoralis es una especie de escarabajo longicornio del género Strangalia, categorizada en la tribu Lepturini, de la subfamilia Lepturinae. Fue descrita por Bates en 1885.

## Descripción
Mide 10-14,8 mm de longitud.

## Distribución
Se distribuye por Belice, Guatemala y México.